# Gustav Vasas öden och äventyr i Dalarna

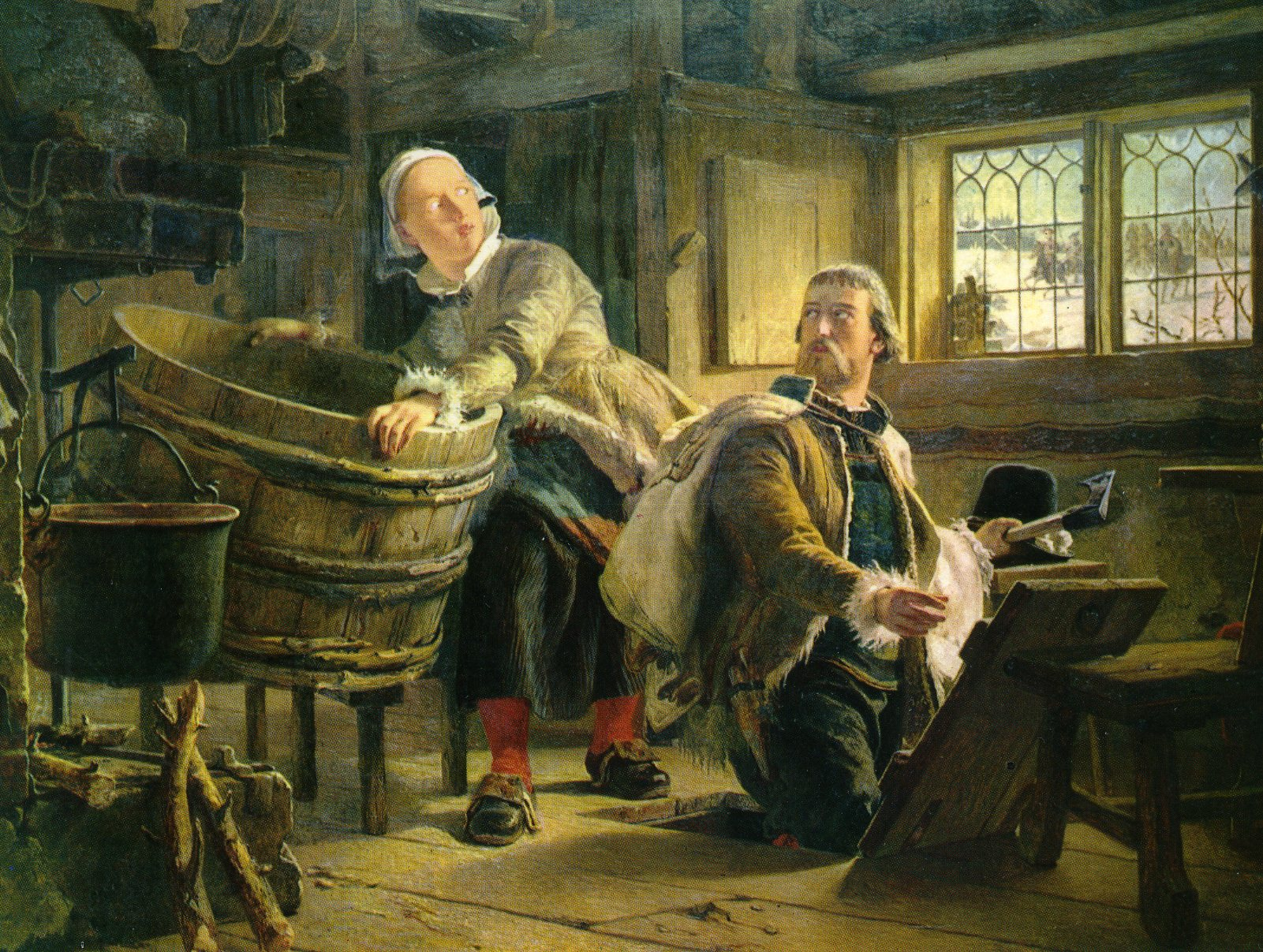
Gustav räddas ner i källaren undan danskarna; som skildrat i målningen Gustav Vasa och Tomt Margit (1860), av Johan Fredrik Höckert.

Gustav Vasas öden och äventyr i Dalarna är en traditionell benämning på de sägner som behandlar Gustav Vasas tid i Dalarna under åren 1520–1521. 

## Bakgrund
Vissa delar av sägnerna går tillbaka på Peder Svarts krönika, författad på kungens initiativ under översyn av honom själv. Ytterligare tillägg till berättelserna gjordes i samband med rannsakningarna om fornminnen på 1660-talet. Vissa av uppgifterna upptecknades som sägner så sent som på 1700-talet, många formades av Jacob Brandberg, som fick stor betydelse för sägnernas senare utformning.
Mest kända torde sägnerna vara i den variant, som skrevs av Anna Maria Roos 1914 under titeln Gustav Vasas äventyr i Dalarne, och som ingick i folkskolans läseböcker för barn. Deras historiska sanningshalt är omdiskuterad.

## Sammanfattning
Äventyret följer här i den ordning som sagan beskrivs i folkskolans läsebok.

### Återkomsten
Gustav landsteg i Kalmar efter fångenskapen i Danmark, och försökte där övertala stadens borgare och tyska soldater att de skulle fortsätta slåss mot kung Kristians arme. Men Gustav blev inte populär och han fortsatte sin resa genom Småland, Östergötland och Södermanland. I september besökte han sin släkting, Joakim Brahe, och fick bo på gården Tärnö, nordväst om Nyköping.
Vid den tiden hade Stockholm fallit, och Joakim Brahe var kallad till Kung Kristians kröning. Förgäves varnade Gustav honom för att resa. Joakim Brahe ville inte lyssna och avrättades senare i Stockholms blodbad.
Han begav sig vidare mot gården Rävsnäs som ägdes av hans far. När han kom till Mariefred besökte han den gamle ärkebiskopen Jakob Ulvsson för att be om råd. Ärkebiskopen lovade att skriva till riksrådet och utverka "en fast försäkring" till Gustav. Men just då, i mitten av november kom plötsligt nyheten om Stockholms blodbad: Hans far, två av hans morbröder och flera andra släktingar är avrättade. 
Tre av hans systrar samt hans mor och mormor har kastats i fängelse i Blå tornet i Köpenhamn. 
Alla familjens gods och gårdar hade dragits in. Danskarna sökte honom i hela landet. Han valde därför att bege sig till Dalarna. I Dalarna hade nästan alla vapen, där hade man lärt sig att uppror lönar sig. Bland 30 000 dalkarlar kunde han också försvinna. Den 25 november bröt han upp, och färdades mot Bergslagen.
I början av december beger han sig mot Dalarna. Gustav försöker på sin väg norrut att undvika de orter, där han vet att den danske kungens män finns. För att undvika att bli igenkänd klär han ut sig till bonde. Strategiskt nog väljer han Moradräkten för att smälta in bra. Mora är ett centrum och där har uppror inletts förr. Vid denna tid kommer även mycket folk från norra Dalarna till trakten för att arbeta med tröskningen. Han hoppas därför att inte väcka någon uppmärksamhet. 
Han tar sig dock inte direkt till Mora, utan vandrar runt i trakten kring Falun. Här bor många rika, inflytelserika och mäktiga bergsmän. Deras inställning till kungen är mycket viktig.

### Rankhyttan
I slutet av november (i Sancti Andreae tid) når Gustav Rankhyttan som är en gård vid sydöstra stranden av Vikasjön som hänger ihop med sjön Runn, två mil söder om Falun. 
Gården ägs av den rike bergsmannen Anders Persson som Gustav är bekant med sedan sin tid i Uppsala. Här får han arbete med att tröska. Han är dock inte någon vidare dräng. Den piga som Gustav arbetar med klagar på sin dåliga kamrat. Hon noterar även hans silkeskrage under Moradräkten och klagar misstänksamt till husbonden: "Jag tror inte att den där morakarlen, som kom hit i går, är någon bonddräng. Tröska kan han inte och han har en grann blus under tröjan!"
Bergsmannen känner igen sin gamle kamrat och undrar naturligtvis vad som hänt. Gustav berättar hela sin historia (kung Kristian, fångenskapen i Danmark, Stockholms blodbad) och ber bergsmannen om hjälp. Anders Persson vågar dock inte hjälpa utan ber honom: "Gå vidare uppåt socknarna, gå, gå - utefter älvarna, genom de stora skogarna! Dröj aldrig länge på ett ställe! Här i Bergslagen är folket mer stillsamt. Nej, vill ingen annan höra dig så tala till de sturska Morakarlarna."

### Ornässtugan

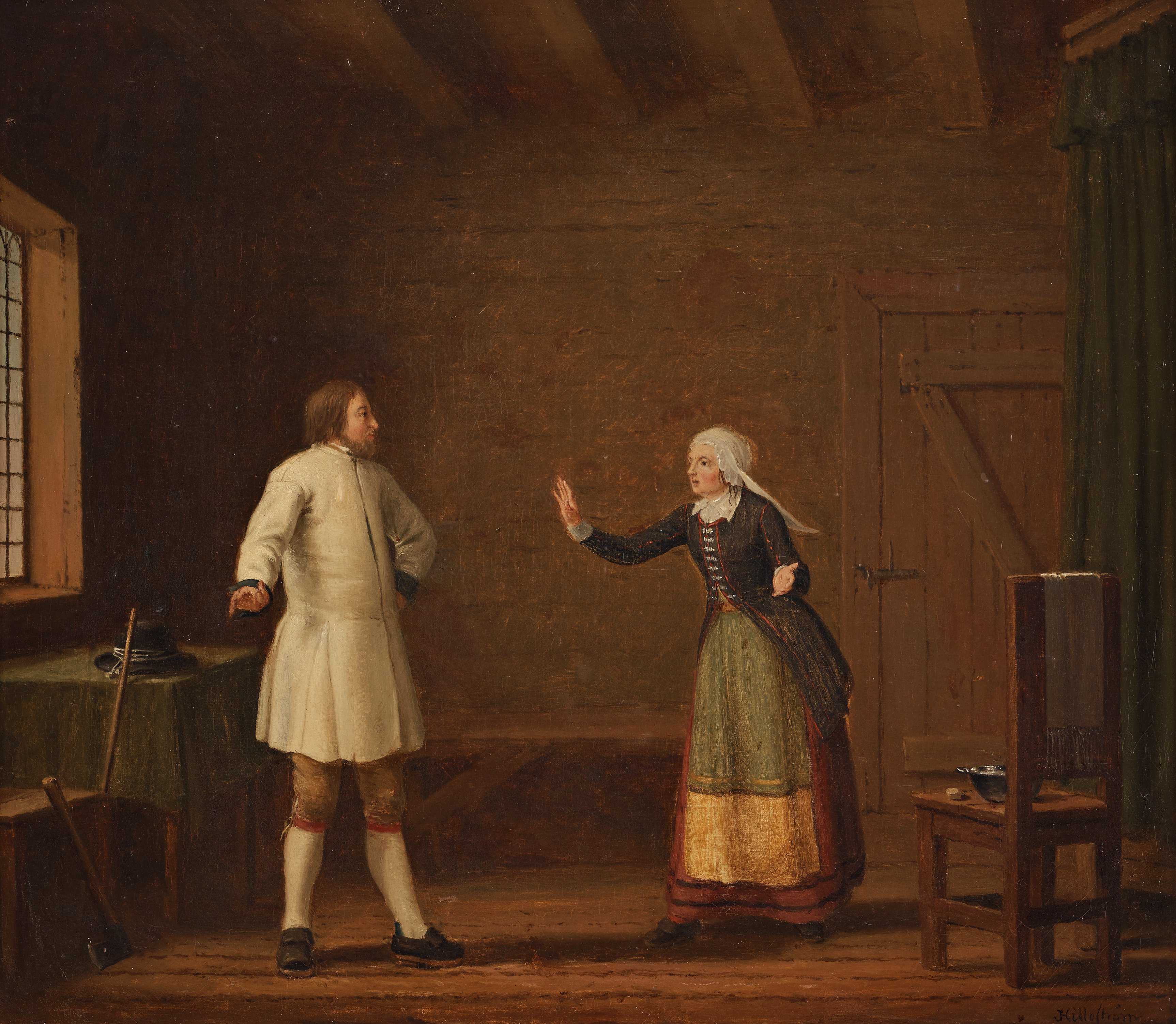
Målning av Pehr Hilleström som på baksidan säger: "Gustaf Erichson anländer i Dahlkarskläder till Ornäs, som egdes af Arart Person Örnflÿgt, Han var därstädes i fara, at af samma Arant Person blifva yppad och förådd, hos de i granskapet vilande Danske, men af dess Hustru Barbro Siegsdotter varnad, som lämnade Honom en häst och Släda för at Skyndsammast fly dem ifrån.".

Sent på eftermiddagen lämnar Gustav Rankhyttan och går längs sjön Runn mot Ornäs. Där bor ännu en gammal kamrat från tiden i Uppsala, Arendt Pehrsson Örnflycht och hans hustru Barbro Stigsdotter. Mellan Vika kyrkby och Torsång brister isen och han tvingas värma sig och övernatta i färjkarlens stuga.
Först nästa morgon når han Ornäs som ligger på en udde. Vad Gustav inte vet är att Arendt och hela hans släkt stödjer kung Kristian. Han blir också vänligt mottagen och somnar sedan lugn i sinnet i gårdens loftkammare. 
Arendt Persson far istället till sin granne Måns Nilsson Svinhufvud i Aspeboda och lovar honom en stor belöning om han hjälper Arendt att tillfångata Gustav. Måns Nilsson säger dock nej till detta. Mycket arg far Arendt vidare men nu till Säter och Brun Bengtsson som är mer välvillig. De enas om att tidigt nästa morgon gripa Gustav.
Under tiden har Barbro Stigsdotter börjat ana oråd på grund av sin mans flängande mellan gårdarna. Hon skräms av det öde som nattgästen kan gå tillmötes. Tillsammans med drängen Jakob Jakobsson hjälper hon Gustav att fly från gården genom dasset på loftets baksida. Med Jakob som kusk beger sig släden med Gustav ut över sjön Runn mot Svärdsjö och Herr Jon. 
När Arendt och hans män kommer för att gripa Gustav finner han huset tomt. Orsaken till detta är inte svårt att lista ut. Det sägs att Arendt trots detta fortsatte att dela säng med sin hustru, men att han aldrig mer talade till henne.
Detta är en sägentradition från 1600-talet som användes av Anna Maria Roos. I Peder Svarts krönika är det i stället Arendt Perssons svärfar som är förrädaren. Nutida forskningsresultat tyder på att Arendt Pehrsson Örnflycht inte alls förrådde Vasa. När Vasa blivit kung belönades också Arendt medan hans far dömdes till döden, "för det uppenbara förräderiet mot vårt fosterland".

### Svärdsjö
Barbro Stigsdotter i Ornäs hade rått Gustav Vasa att bege sig till herr Jon i Svärdsjö som där är präst. Ornäsdrängen Jakob Jakobsson är den som med full fart styr släden över sjöar och skogar. De rastar i Bengtsheden och när husfrun där ber Gustav tälja korvpinnar svarar Gustav Icke kan jag göra era pölsepinnar!. Herr Jon är ännu en i raden av kamrater från tiden i Uppsala. Gustav vet dock inte säkert om han kan lita på prosten. Därför beger han sig först till drängarna i ladan och hjälper till med tröskningen. Genom drängarna förstår han att herr Jon är pålitlig och bestämmer sig för att träffa honom. Prosten visar sig vara välvillig och han låter Gustav stanna. Men friden varar inte mer än några dagar. Herr Jon håller vid ett tillfälle handduken åt Gustav när denna tvättar sig som brukligt är när man vill visa gästen aktning. I samma stund kommer Herr Jons hushållerska in och ser med förvåning på sin husbonde som håller handduken åt drängen och frågar naturligtvis varför. 
Herr Jon svarar att "Det kommer intet eder vid!"'  men han inser samtidigt att Gustav inte längre är säker hos honom. Han för honom därför i hemlighet över till andra sidan sjön och till byn Isala. I Isala bor Sven Elfsson, som var "kronans djurkarl", eller kronoskytt, en "redlig och pålitlig man".

### Isala lada

Gustaf Wasa hos Sven Elfsson i Isala by år 1520. Målning från 1831 av Johan Gustaf Sandberg.

Vid Isala lada uppehöll sig Gustav Vasa under vintern 1520 som flykting undan danskarna. När danska knektar sökte efter honom visste kronoskytten Sven Elfsson och dennes hustru på råd och behandlade den blivande kungen som dräng. Det berättas att fru i huset "klappade" till "drängen" över ryggen med bakspaden och hutade åt honom med orden: Vad står du och gapar efter på främmande, liksom du aldrig sett folk förr. Packa dig strax ut på logen och tröska!. Danskarna trodde inte att en bonde skulle våga behandla Gustav på ett sådant sätt och tog honom därför såsom dräng i stugan. (Denna berättelse ingick inte i Peder Svarts krönika utan upptecknades på 1600-talet)
Intill ladan har en sten rests efter Gustav III:s besök vid ladan 1788. På väggen står det ristat Kung Jösta har tröskat här.
Sven Elfsson tar honom härifrån mot byn Marnäs en dryg mil från Isala och Per och Mats Olsson. Gustav göms i ett hölass då trakten vimlar av Danska knektar. Enligt vissa källor skickades Gustav av Herr Jon till Sven Nilsson i Isala men att det var skjutsbonden Sven Elfsson som tog honom till Marnäs.
Gustaf III delade då även ut Sveriges hittills enda ärftliga medalj till Sven Elfssons ättlingar, den så kallade Isalamedaljen, som till 2020 bars inom familjen. Medaljen finns nu på Dalarnas museum. 

### Marnäs

Vasen, (Vasakärven) som gett Vasaätten dess namn.

Sven Elfsson lastar ett stort hölass och beger sig, med Gustav gömd i lasset, mot byn Marnäs en dryg mil bort. Här bor bröderna Per och Mats Olsson, kronoskyttar även de. Det blir en mycket farofylld resa. Trakten vimlar av danska spejare. Vid Benön i Linghed stoppas de vid en dansk vägspärr. Knektarna undersöker lasten genom att sticka sitt spjut in i hölasset. Gustav blir skadad i benet men säger inget. Det droppar dock blod ned i den klara snön. Efter ytterligare en stund upptäcker Sven detta men finner än en gång på råd. Har tar sin kniv och skär sin egen häst i ena bakbenet på ett ställe där det gör minst skada. Den delen kallas allmänt för "kråkan" och folk i trakten kallas än idag för Svärdsjökråkor men då mest i nedsättande ton. När släden än en gång stannas av knektar som ser det blodiga spåret så visar Sven Elfsson på hästens ena ben och de får fortsätta sin färd. (Denna berättelse ingick inte Peder Svarts krönika, utan upptecknades på 1600-talet)
I folkvisan har det diktats om Gustav i halmlasset:
Kung Gustaf uti Halmskrinda låg, falivilom
De förde honom kring Dalkare land, falivilom
Bröderna tar hand om Gustav och tar honom även till kyrkan när danskarna försvunnit. Efter gudstjänsten berättar Gustav, för den samlade skaran med folk utanför kyrkan, om den nuvarande danske kungen (Kristian II) och om blodbadet i Stockholm. Folket lyssande noga och trodde honom. De insåg dock att de själva var för få och de ville veta vad andra tyckte först. Med detta beked lät han sig nöjas och fortsatte sin färd, men denna gång mot Rättvik.
Berättelserna om Gustavs flykt från Ornäs till Marnäs nedtecknades år 1667 i Svärdsjö kyrkobok och finns alltså inte i Peder Svarts krönika. Sägnen berättades av Anders Hansson, sonsons son till Sven Elfsson.

### Rättvik

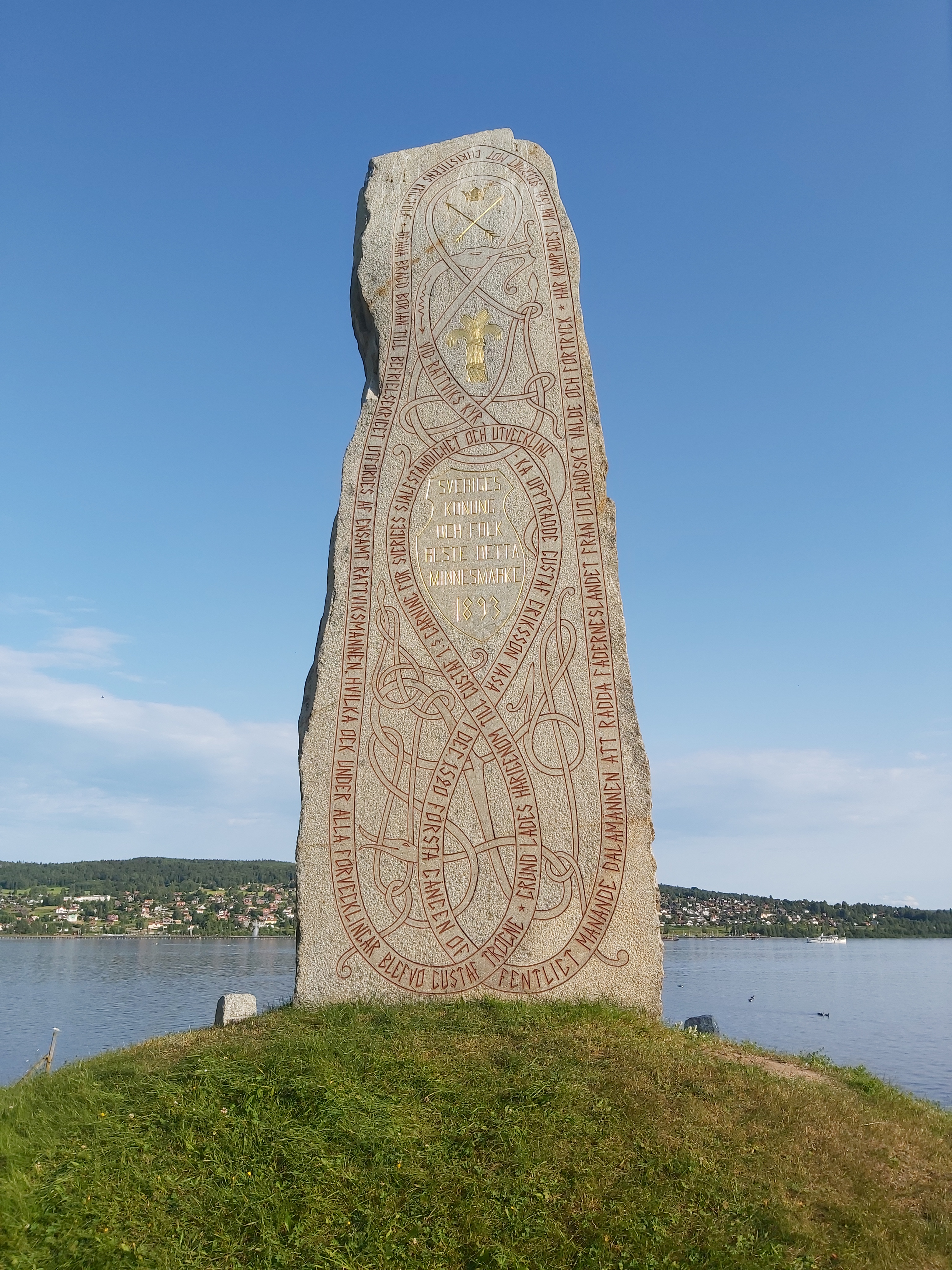
Minnesmonumentet vid Rättviks kyrka ligger på en höjd nere vid Siljan söder om kyrkan.

Gustav anländer till Rättviks kyrka där pästen Erik Nilsson uppmanar honom att tala till folket. Men han har ingen större framgång. Man är osäker och vet inget om denne Gustav Eriksson. Är han verkligen att lita på och klarar han av att störta kung Kristian? Gustav stannar därför inte så länge i Rättvik utan beger sig rakt mot Mora.
Trots denna något korta visit i Rättvik står idag flera stenar resta över Gustav Vasa.
Söder om Rättviks kyrka, nere vid Siljan, restes på en höjd i slutet av 1800-talet en stor bautasten, som var formad som en runsten med text i drakslingor. Denna sten har inskriaften:
| ” | Vid Rättviks kyrka uppträdde Gustaf Eriksson Wasa i december 1520 första gången offentligt, manande dalamännen att rädda fäderneslandet från utländskt välde och förtryck. Här bekämpades i januari 1521 segerrikt Christians krigsfolk. Denna bragd, början till befrielsekriget, utfördes af ensamt rättviksmännen, hvilka ock under alla förvecklingar blefvo Gustaf trogne. Grund lades härigenom till Gustaf I:s gärning för Sveriges själfständighet och utveckling. | „ |

Denna sten kopplas till en annan legend om hur Rättvikskarlarna ensamma besegrade en dansk trupp, efter att ha tvingat dem att ta sin tillflykt i kyrkans klockstapel. Detta är dock en sägen som saknas i såväl Peder Svarts krönika som Anna Maria Roos version.

### Mora

#### Utmelands by
Gustav har besviken lämnat Rättvik för att bege sig till Mora. Han får bo hos bonden Tomt Mats Larsson och hans hustru Tomt Margit i Utmelands by i Mora. Han är dock inte säker. De danska spejarna kommer även de till Tomtgården. Eftersom det är juletid håller Tomt Margit på att brygga julöl och Gustav sitter i lugnan ro och tittar på. Tomt Margit ser plötsligt hur danska spejare kommer ute på gården. Hon får snabbt upp källarluckan i golvet och Gustav klättrar ned i källaren. För att dölja luckan ställer hon ett av bryggkaren ovanpå. De knektar som tittar in anar aldrig att det finns en källare under huset och ger sig därför snart iväg igen. Ännu en dalkulla har räddat Gustav. 
Denna berättelse hör också den till Anna Maria Roos version. Utmeland som en gömselplats finns dokumenterad första gången 1707, och historien om bryggkaret första gången 1758, det övriga är utbroderat av Roos.

#### Mordet på Nils Vestgöte
En av de personer som med störst iver spanade efter Gustav Eriksson var underfogden Nils Vestgöte. Han är Gustav på spåren och är säker på att han med hjälp av folk i Mora skall kunna gripa Gustav. Han tar in på länsmansgården i Mora. Vid denna tid bor även en man vid namn Rasmus Jute i Mora. Rasmus Jute är av dansk börd men har tjänat hos Sten Sture den yngre och han minns mycket väl den unge tappre och ridderlige herr Gustav Eriksson. Nils Vestgöte dödas en natt när han ligger och sover i länsmansgården.
Enligt sägnerna och Peder Svarts krönika är det Gustav och Rasmus Jute som tillsammans utför mordet på Nils Vestgöte. Gustav Vasas son Karl IX skall dock långt senare låta stryka sin fars medverkan i mordet.

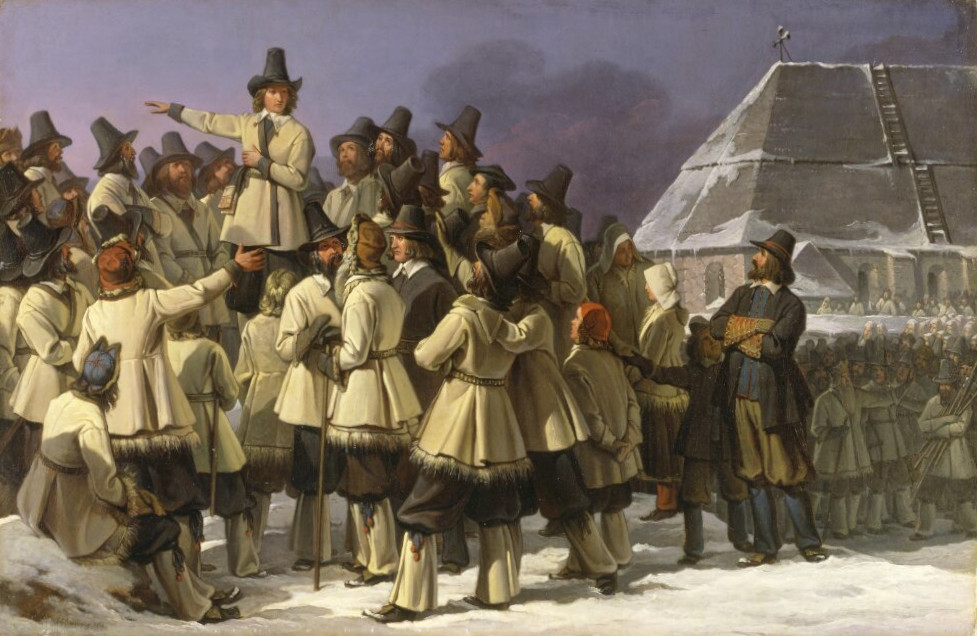
Gustav Vasa talar till dalkarlarna i Mora (1836).

#### Talet på kyrkbacken
Det är nu julhelg och bönderna i Mora går till kyrkan. Gustav talar till allmogen på kyrkbacken. Han berättar om hur bland andra hans egen far har blivit halshuggen på Stortorget i Stockholm. Han vädjar till deras egna förflutna och om hur de förut följt både Engelbrekt och Sturarna mot den danske kungen. Moraborna tycker nog att Gustav har rätt i sak men har svårt att helt och fullt tro honom samtidigt som man inte riktigt känner för att starta ännu ett uppror. Denna tveksamhet gör Gustav arg och ledsen och han beger sig på snöskor mot Sälen för att ta sig vidare mot den norska gränsen. Han är besviken på svenskarna, han ger upp tanken på uppror och frihet för Sverige och han flyr vidare mot Norge.

### Sälen
Gustav har talat till allmogen i Mora och bett om deras stöd i kampen mot den danske kungen. Besviken och arg över deras ljumma stöd har han på snöskor begett sig mot den norska gränsen. Han tar vägen utefter älvens västra strand förbi Gopshus över till Oxberg. Efter det viker han av mer västerut och passerar Evertsbergs kapell. Han kommer på nyåret 1521 in i Västerdalarna och sover på olika gårdar varje natt. En berättelse säger att han en lördagskväll tar han in på gården Storholsholm, en halv mil från Lima kyrka. Han väljer sedan att fortsätta norrut utefter Västerdalälven och upp i de sydliga fjällen. Vissa nätter vilar han i någon tom fäbodstuga. 

#### Samtidigt i Mora
Gustav har knappt hunnit lämna Mora förrän ett stort följe danska knektar anländer. Längst fram går de svenska adelsmännen, Tord i Rista och Otto Nilsson Hästhuvud. Larmet går i Mora, kyrkklockorna dånar över nejden och alla vapenföra män gör sig redo. Man var visserligen inte övertygade av Gustavs tal, men helt säker kan man aldrig vara. De tänker i alla fall inte låta dansken ta honom. Under det tumult som uppstår kan Gustav fly från Mora.
Strax efter denna händelse kommer uppgifter från flera håll angående händelserna i Stockholm, Lasse Olsson berättade först om händelserna i Stockholm, därefter kom det en man till, Ingel Mickelsson, som också berättade om blodbadet. Man inser att det Gustav berättat är sant och beslutar att leta rätt på honom och ta honom tillbaka till Mora. De snabbaste skidlöparna, Lars från Kättilbo och Engelbrekt från Morkarlby, gör sig redo för att skida ikapp honom. I Sälen är man så ikapp den flyende Gustav.

## Historiekritik
Michael Roberts menar i sin bok om Gustav Vasa (1970), att det troligtvis är kungens eget kansli som i efterhand hittade på en del av historierna för att framställa kungen som modig och äventyrlig. Vilka saker som är verkliga eller påhittade är omöjligt att veta.
Lars-Olof Larsson skriver i sin bok Gustav Vasa – Landsfader eller Tyrann (2002) om dessa äventyr: Talesättet att saga väves på sanningens varp får i detta fall tolkas som att varpen varit påfallande gles, och inslagen desto mer utbroderade.
Det finns en mängd platser där Gustav Vasa anses ha övernattat, druckit ur källor eller vilat, många uppgifter är helt motstridiga. I Peder Svarts krönika är det kungatrogna dalkarlar som jagar Gustav, medan dessa i senare versioner har byts ut mot danska knektar, troligtvis en följd av det danskhat som tidigare fanns i Sverige. Många av de senare varianterna innehåller också motiv som går igen i andra folksagor – berättelserna har också dråpliga poänger, såsom att den blivande kungen tvingas krypa ut genom avträdet för att undkomma, att han slås i baken med brödspaden med flera – motiv som saknas i Peder Svarts ursprungsberättelser. Sägnen om en flykting som gömmer sig i ett hölass, blir stucken av förföljarna och bonden som skär sin häst i hoven för att dölja blodspåren är utbredd i hela Europa och har berättats i otaliga varianter, bland annat redan om Wilhelm Tell.
Under 1700- och 1800-talet fick dessa berättelser stor spridning i Sverige, bland annat genom dåtida historiker som Anders Fryxell och Carl Grimberg i folkskolans historieundervisning. Enligt Lars-Olof Larsson är detta ett exempel på en regional göticism och storsvenskhet.
Anna Maria Roos berättelser från 1910-talet innehåller, enligt Dick Harrison, detaljer som hon själv diktat upp.

## Minnesmärken och betydelse
År 1904 restes en minnessten i Sälen till minne av denna händelse. År 1922 startades Vasaloppet, vilket första söndagen i mars varje år uppmärksammar Gustav Vasas flykt genom en skidtävling som går i andra riktningen.